# 王瑜墓
王瑜墓，位于中华人民共和国广东省湛江市遂溪县黄略镇九东村东侧，为遂溪县的一个县级文物保护单位，类型为古墓葬，公布时间为2005年4月6日。
王瑜墓的历史年代为明代。